# ディア島 (ニューブランズウィック州)

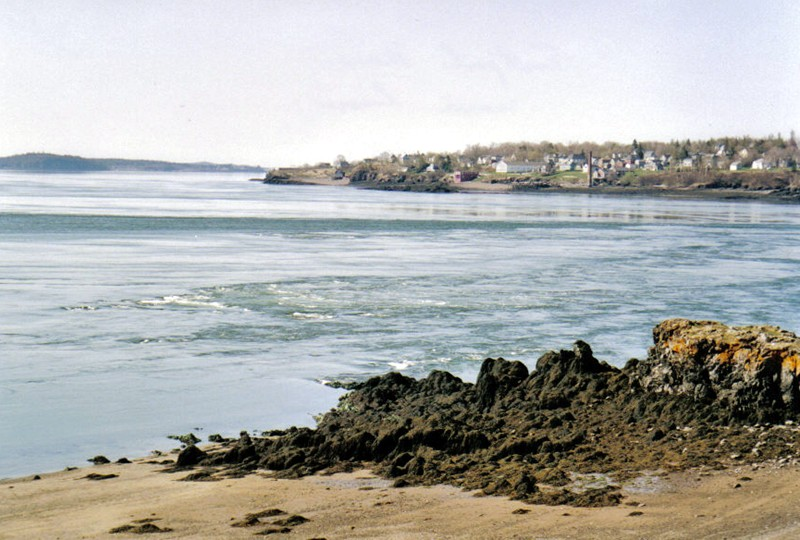
干潮により発生しているOld Sow(渦潮)

ディア島 (Deer Island) は、カナダ東部大西洋岸の島である。
潮汐による渦潮「Old Sow」で有名。